# Taichung
Taichung, também grafada como Taichungue (臺中 ou 台中; literalmente "Centro de Taiuã"), é uma municipalidade especial localizada no centro-oeste de Taiuã. Taichungue tem uma população de mais de 2,7 milhões de pessoas, sendo a terceira maior cidade da ilha Formosa depois de Nova Taipé e Caosiungue. Em 25 de dezembro de 2010, a cidade foi fundida com o condado vizinho de Taichungue para criar um município especial de 2,65 milhões de pessoas espalhadas por 2.214 quilômetros quadrados.